# Lista planetelor minore/137101–137200
Aceasta este Lista planetelor minore/137101–137200; pentru a naviga prin lista completă vezi Lista planetelor minore.
Pentru ale detalii vezi și Proiect:Astronomie sau Portal:Astronomie.
| Nume      | Denumire provizorie | Data descoperirii | Locul descoperirii     | Descoperitor(i)            |
| --------- | ------------------- | ----------------- | ---------------------- | -------------------------- |
| 137101 -  | 1998 YN17           | 22 decembrie 1998 | Kitt Peak              | Spacewatch                 |
| 137102 -  | 1998 YL19           | 25 decembrie 1998 | Kitt Peak              | Spacewatch                 |
| 137103 -  | 1998 YP27           | 27 decembrie 1998 | Anderson Mesa          | LONEOS                     |
| 137104 -  | 1998 YU30           | 16 decembrie 1998 | Anderson Mesa          | LONEOS                     |
| 137105 -  | 1998 YK31           | 22 decembrie 1998 | Kitt Peak              | Spacewatch                 |
| 137106 -  | 1999 AQ5            | 12 ianuarie 1999  | Oizumi                 | T. Kobayashi               |
| 137107 -  | 1999 AT6            | 9 ianuarie 1999   | Višnjan Observatory⁠(d) | K. Korlević                |
| 137108⁠(d) | 1999 AN10           | 13 ianuarie 1999  | Socorro                | LINEAR                     |
| 137109 -  | 1999 AL11           | 7 ianuarie 1999   | Kitt Peak              | Spacewatch                 |
| 137110 -  | 1999 AN12           | 7 ianuarie 1999   | Kitt Peak              | Spacewatch                 |
| 137111 -  | 1999 AX18           | 13 ianuarie 1999  | Kitt Peak              | Spacewatch                 |
| 137112 -  | 1999 AF20           | 13 ianuarie 1999  | Kitt Peak              | Spacewatch                 |
| 137113 -  | 1999 AG20           | 13 ianuarie 1999  | Kitt Peak              | Spacewatch                 |
| 137114 -  | 1999 AT24           | 15 ianuarie 1999  | Caussols               | ODAS⁠(d)                    |
| 137115 -  | 1999 AZ30           | 14 ianuarie 1999  | Kitt Peak              | Spacewatch                 |
| 137116 -  | 1999 BL2            | 19 ianuarie 1999  | Caussols               | ODAS⁠(d)                    |
| 137117 -  | 1999 BK4            | 19 ianuarie 1999  | San Marcello⁠(d)        | A. Boattini⁠(d), L. Tesi⁠(d) |
| 137118 -  | 1999 BV4            | 19 ianuarie 1999  | Caussols               | ODAS⁠(d)                    |
| 137119 -  | 1999 BU6            | 21 ianuarie 1999  | Caussols               | ODAS                       |
| 137120 -  | 1999 BJ8            | 20 ianuarie 1999  | Catalina               | CSS                        |
| 137121 -  | 1999 BJ11           | 20 ianuarie 1999  | Caussols               | ODAS⁠(d)                    |
| 137122 -  | 1999 BX12           | 24 ianuarie 1999  | Višnjan Observatory⁠(d) | K. Korlević                |
| 137123 -  | 1999 BX21           | 18 ianuarie 1999  | Socorro                | LINEAR                     |
| 137124 -  | 1999 BH30           | 19 ianuarie 1999  | Kitt Peak              | Spacewatch                 |
| 137125 -  | 1999 CT3            | 10 februarie 1999 | Socorro                | LINEAR                     |
| 137126 -  | 1999 CF9            | 12 februarie 1999 | Socorro                | LINEAR                     |
| 137127 -  | 1999 CV22           | 10 februarie 1999 | Socorro                | LINEAR                     |
| 137128 -  | 1999 CQ31           | 10 februarie 1999 | Socorro                | LINEAR                     |
| 137129 -  | 1999 CE34           | 10 februarie 1999 | Socorro                | LINEAR                     |
| 137130 -  | 1999 CM38           | 10 februarie 1999 | Socorro                | LINEAR                     |
| 137131 -  | 1999 CN39           | 10 februarie 1999 | Socorro                | LINEAR                     |
| 137132 -  | 1999 CL43           | 10 februarie 1999 | Socorro                | LINEAR                     |
| 137133 -  | 1999 CE54           | 10 februarie 1999 | Socorro                | LINEAR                     |
| 137134 -  | 1999 CJ60           | 12 februarie 1999 | Socorro                | LINEAR                     |
| 137135 -  | 1999 CK63           | 12 februarie 1999 | Socorro                | LINEAR                     |
| 137136 -  | 1999 CL88           | 10 februarie 1999 | Socorro                | LINEAR                     |
| 137137 -  | 1999 CU95           | 10 februarie 1999 | Socorro                | LINEAR                     |
| 137138 -  | 1999 CC98           | 10 februarie 1999 | Socorro                | LINEAR                     |
| 137139 -  | 1999 CM98           | 10 februarie 1999 | Socorro                | LINEAR                     |
| 137140 -  | 1999 CH105          | 12 februarie 1999 | Socorro                | LINEAR                     |
| 137141 -  | 1999 CL112          | 12 februarie 1999 | Socorro                | LINEAR                     |
| 137142 -  | 1999 CZ113          | 12 februarie 1999 | Socorro                | LINEAR                     |
| 137143 -  | 1999 CT115          | 12 februarie 1999 | Socorro                | LINEAR                     |
| 137144 -  | 1999 CL117          | 12 februarie 1999 | Socorro                | LINEAR                     |
| 137145 -  | 1999 CA135          | 7 februarie 1999  | Kitt Peak              | Spacewatch                 |
| 137146 -  | 1999 CS145          | 8 februarie 1999  | Kitt Peak              | Spacewatch                 |
| 137147 -  | 1999 CW145          | 8 februarie 1999  | Kitt Peak              | Spacewatch                 |
| 137148 -  | 1999 CA151          | 9 februarie 1999  | Kitt Peak              | Spacewatch                 |
| 137149 -  | 1999 CB151          | 9 februarie 1999  | Kitt Peak              | Spacewatch                 |
| 137150 -  | 1999 CX155          | 12 februarie 1999 | Anderson Mesa          | LONEOS                     |
| 137151 -  | 1999 DO             | 16 februarie 1999 | Caussols               | ODAS⁠(d)                    |
| 137152 -  | 1999 DY4            | 17 februarie 1999 | Socorro                | LINEAR                     |
| 137153 -  | 1999 EC             | 6 martie 1999     | Prescott⁠(d)            | P. G. Comba⁠(d)             |
| 137154 -  | 1999 EN             | 6 martie 1999     | Kitt Peak              | Spacewatch                 |
| 137155 -  | 1999 EA4            | 12 martie 1999    | Kitt Peak              | Spacewatch                 |
| 137156 -  | 1999 EF4            | 12 martie 1999    | Kitt Peak              | Spacewatch                 |
| 137157 -  | 1999 EW10           | 14 martie 1999    | Kitt Peak              | Spacewatch                 |
| 137158 -  | 1999 FB             | 16 martie 1999    | Socorro                | LINEAR                     |
| 137159 -  | 1999 FO1            | 16 martie 1999    | Kitt Peak              | Spacewatch                 |
| 137160 -  | 1999 FF32           | 19 martie 1999    | Socorro                | LINEAR                     |
| 137161 -  | 1999 FK34           | 19 martie 1999    | Socorro                | LINEAR                     |
| 137162 -  | 1999 FW35           | 20 martie 1999    | Socorro                | LINEAR                     |
| 137163 -  | 1999 FE40           | 20 martie 1999    | Socorro                | LINEAR                     |
| 137164 -  | 1999 FO51           | 20 martie 1999    | Socorro                | LINEAR                     |
| 137165 -  | 1999 FP68           | 20 martie 1999    | Apache Point           | SDSS                       |
| 137166 -  | 1999 FS81           | 20 martie 1999    | Apache Point           | SDSS                       |
| 137167 -  | 1999 GC3            | 7 aprilie 1999    | Kitt Peak              | Spacewatch                 |
| 137168 -  | 1999 GK3            | 7 aprilie 1999    | Kitt Peak              | Spacewatch                 |
| 137169 -  | 1999 GY9            | 9 aprilie 1999    | Mount Hopkins          | O. A. Naranjo⁠(d)           |
| 137170 -  | 1999 HF1            | 20 aprilie 1999   | Anderson Mesa          | LONEOS                     |
| 137171 -  | 1999 HM7            | 19 aprilie 1999   | Kitt Peak              | Spacewatch                 |
| 137172 -  | 1999 HJ9            | 17 aprilie 1999   | Socorro                | LINEAR                     |
| 137173 -  | 1999 JY4            | 10 mai 1999       | Socorro                | LINEAR                     |
| 137174 -  | 1999 JH5            | 10 mai 1999       | Socorro                | LINEAR                     |
| 137175 -  | 1999 JA11           | 14 mai 1999       | Socorro                | LINEAR                     |
| 137176 -  | 1999 JZ11           | 13 mai 1999       | Socorro                | LINEAR                     |
| 137177 -  | 1999 JK12           | 8 mai 1999        | Catalina               | CSS                        |
| 137178 -  | 1999 JT15           | 10 mai 1999       | Socorro                | LINEAR                     |
| 137179 -  | 1999 JQ16           | 15 mai 1999       | Kitt Peak              | Spacewatch                 |
| 137180 -  | 1999 JF20           | 10 mai 1999       | Socorro                | LINEAR                     |
| 137181 -  | 1999 JA30           | 10 mai 1999       | Socorro                | LINEAR                     |
| 137182 -  | 1999 JG40           | 10 mai 1999       | Socorro                | LINEAR                     |
| 137183 -  | 1999 JX49           | 10 mai 1999       | Socorro                | LINEAR                     |
| 137184 -  | 1999 JG63           | 10 mai 1999       | Socorro                | LINEAR                     |
| 137185 -  | 1999 JT70           | 12 mai 1999       | Socorro                | LINEAR                     |
| 137186 -  | 1999 JT72           | 12 mai 1999       | Socorro                | LINEAR                     |
| 137187 -  | 1999 JC74           | 12 mai 1999       | Socorro                | LINEAR                     |
| 137188 -  | 1999 JE85           | 14 mai 1999       | Socorro                | LINEAR                     |
| 137189 -  | 1999 JU87           | 12 mai 1999       | Socorro                | LINEAR                     |
| 137190 -  | 1999 JC88           | 12 mai 1999       | Socorro                | LINEAR                     |
| 137191 -  | 1999 JG88           | 12 mai 1999       | Socorro                | LINEAR                     |
| 137192 -  | 1999 JL89           | 12 mai 1999       | Socorro                | LINEAR                     |
| 137193 -  | 1999 JB96           | 12 mai 1999       | Socorro                | LINEAR                     |
| 137194 -  | 1999 JJ103          | 13 mai 1999       | Socorro                | LINEAR                     |
| 137195 -  | 1999 JJ114          | 13 mai 1999       | Socorro                | LINEAR                     |
| 137196 -  | 1999 JS129          | 12 mai 1999       | Socorro                | LINEAR                     |
| 137197 -  | 1999 KA1            | 17 mai 1999       | Catalina               | CSS                        |
| 137198 -  | 1999 KR2            | 16 mai 1999       | Kitt Peak              | Spacewatch                 |
| 137199 -  | 1999 KX4            | 20 mai 1999       | Socorro                | LINEAR                     |
| 137200 -  | 1999 KX12           | 18 mai 1999       | Socorro                | LINEAR                     |